# Манга, Таби
Люк Ландри Таби Манга (фр. Luc Landry Tabi Manga; 17 ноября 1994, Яунде) — камерунский футболист, центральный защитник финского клуба «ЕИФ».

## Биография
В начале взрослой карьеры выступал в чемпионате Камеруна за клубы «Ренессанс» (Нгуму) и «Апежес» (Мфу). В сезоне 2015 года сыграл 22 матча и забил 2 гола за «Апежес».
В 2016 году перешёл в таллинскую «Левадию». Дебютировал в чемпионате Эстонии 5 марта 2016 года в матче против «Флоры». Всего за два сезона сыграл 51 матч и забил 6 голов в чемпионате страны, а также провёл 5 матчей в Лиге Европы. Двукратный серебряный призёр чемпионата Эстонии.
В начале 2018 году перешёл в «КуПС» из Куопио. Первый матч в чемпионате Финляндии сыграл полгода спустя, 22 июля 2018 года против ВПС. За три сезона в составе клуба сыграл 48 матчей и забил 4 гола в чемпионате страны, 13 матчей (2 гола) в Кубке Финляндии и 5 матчей в еврокубках. Со своим клубом становился чемпионом Финляндии (2019) и двукратным бронзовым призёром. По окончании сезона 2020 года покинул клуб.
Пропустив полсезона, в августе 2021 года присоединился к другому финскому клубу — «Ильвес» (Тампере).
В период выступлений на родине вызывался в молодёжную и олимпийскую сборные Камеруна. В октябре 2014 года впервые был вызван в национальную сборную перед матчами против Сьерра-Леоне, в которых не вышел на поле. В конце 2014 года сыграл один или два неофициальных матча за сборную, в том числе один матч провёл на турнире стран CEMAC 3 декабря 2014 года против сборной ЦАР (1:0).

## Достижения
- Чемпион Финляндии: 2019
- Бронзовый призёр чемпионата Финляндии: 2018, 2020
- Серебряный призёр чемпионата Эстонии: 2016, 2017